# Sylviane de mes nuits
Pour plus de détails, voir Fiche technique et Distribution.
Sylviane de mes nuits est un film français réalisé par Marcel Blistène, sorti en 1957.

## Fiche technique
- Titre : Sylviane de mes nuits
- Réalisation : Marcel Blistène
- Scénario et dialogues : Marcel Blistène
- Décors : Louis Le Barbenchon
- Photographie : Jean Isnard
- Son : Norbert Gernolle
- Musique : Michel Emer
- Montage : Jacques Mavel
- Société de production : Isis Films
- Pays d'origine :  France
- Format :  Couleur (Agfacolor) - 2,35:1 - 35 mm - Son mono
- Genre :  Comédie
- Durée : 106 minutes
- Date de sortie : 
  - France : 4 décembre 1957

## Distribution
- Gisèle Pascal : Gaby Lemontier
- Franck Villard : Michel Lenoir
- Jacques Dacqmine  : Lucien
- Denise Grey : Mme de Santos
- Jean Claudio : José
- Nadine Basile : la secrétaire
- Georgette Anys : la cabaretière
- Jacques Beauvais : Marcel
- Rolande Ségur : Marianne
- Lucien Guervil
- Louis Viret
- Éliane Angeneau : Irène
- Cécilia Bert : Hélène
- Monique Clère : Betty
- Jacques Herrieu	: Gilbert
- Catherine Michard : la soubrette
- Jacques de Rocquencourt : Pierre